# Gonioctena altimontana
Gonioctena altimontana là một loài bọ cánh cứng trong họ Chrysomelidae. Loài này được Chen miêu tả khoa học năm 1984.